# Beco do Robin
O Beco do Robin, ou Viela Beco do Robin, é uma travessa localizada entre a Rua Diva, 238, e a Rua Segundo Sargento Rubens Leite, Parque Santo Antônio, no bairro administrativo de Torres Tibagy, em Guarulhos, Brasil. Ela ficou conhecida como uma galeria a céu aberto, recebendo esse nome em homenagem ao personagem fictício homônimo da DC Comics.
O local foi inaugurado em julho de 2020 por Robson Ferreira, e é considerado como irmão do Beco do Batman, em São Paulo. Em 2022, havia mais de 70 grafites no beco. A galeria expõe principalmente grafites de cultura geek, mais especificamente de super-heróis. 

## História
De acordo com o pintor e desenhista Robson Ferreira, o Rob Urso, o beco anteriormente era evitado pelos moradores, pois era utilizado para o descarte irregular de entulhos e para o uso de drogas. Isso o incomodou especialmente pelo local ser caminho da Escola de Prefeitura de Guarulhos Izolina Alves David.
Em julho de 2020, durante a Pandemia de COVID-19, inspirado pelo Beco do Batman, Rob Urso decidiu revitalizar a viela do bairro para os garotos terem onde criarem a sua arte. Robson gostava muito de cultura geek e super-heróis, tema que é predominante nos grafites do local. A iniciativa se espalhou pelo bairro, e em dezembro de 2021, a prefeitura de Guarulhos oficializou o local como uma galeria a céu aberto. A partir de então, diversos eventos culturais passaram a ocorrer no local, contando com patrocinadores, como a Tintas Maza.
Em 2023, o local estava em processo de oficialização pela Prefeitura. Os envolvidos entraram com uma petição para que o local fosse reconhecido como um logradouro.

## Espaço físico
O espaço físico é composto de uma escadaria, 600 m² de paredes e 365 m² de piso. Por causa de sua popularidade, as artes se espalharam para além do beco, em diversas ruas do Parque Santo Antonio.

## Atrações
Os artistas colaboradores são diversos, incluindo de outras cidades além de Guarulhos. Alguns deles são Iuri Mattos (@sully.artt), Claudinei Montenegro, Adriano Gambim, Márcio Cardoso, Jonathan Goró, Rim Chiaradia, Tati Menezes, Maricota, Nega do Leite, além dos perfis @rimchiaradia, @adrianogambin, @claudineimonteiro, @alexvint3, Daniel@sicinsano@tlg, @maricotinta, @thattimenezes, Michele@3steves, @icacomo, @thelinha, @luadecastro, @bethtattoo, Tiago@pretoman, Marcio@bigzulu, Vinicius@vinni, @leandro_ing, @sidao, Jhonatan@goró, Marcio@pato, Renato@thata, Denis@evol, Marcio@banguone, Helio@riskavicia, @monsterectoplasma, @loris, @artistamicha, Fernando @fnd, @drick_775, @jones, @dies, Erika@negadoleite, @jhonrobert, idel.arte, @narkh, @obrene.je, @rafafebre, @caluzcaluz, @julid143, @simonegirotto, @hannah, niq011, @robsonmelancia, @elvismorao, @negrito, @uisgirard, @evanirpena e @vcguarulhos.
O Beco do Robin é palco de projetos e eventos, que ocorrem especialmente nos finais de semana, como o Plus Size, Caluz e a Feira Pretos em Conexão. Além dos grafites, o local possui uma cultura de hip hop. Há também um perfil oficial no Instagram, criado em 2021.